# Hugo Egon Kubaseck
Hugo Egon Kubaseck (* 1881; † 8. Juni 1956 in Argentinien) war ein aus Hamburg stammender Fußballfunktionär zur Pionierzeit des Fußballs in Deutschland. Als Sportler und Vorsitzender für den FC Victoria von 1895 aktiv, übernahm er in den ersten Jahren des 20. Jahrhunderts Funktionen in verschiedenen lokalen und überregionalen Fußballverbänden. Zuletzt war er bis 1909 Vorstandsmitglied des Deutschen Fußball-Bundes (DFB) und als dessen Spielausschussvorsitzender 1908 maßgeblich an der Organisation des ersten offiziellen Länderspieles der deutschen Nationalmannschaft beteiligt.

## Leben

Kubaseck (ganz rechts) 1906 als Mitglied des DFB-Vorstandes.

Kubaseck (ganz rechts, mit Zylinder) als DFB-Spielausschussvorsitzender beim ersten Länderspiel der DFB-Elf 1908

Kubaseck war in den 1890er Jahren als Fußballspieler und Schiedsrichter sowie in der Leichtathletik als erfolgreicher Kurzstreckenläufer für den Hamburger FC Victoria von 1895 aktiv. Diesen Verein hatte er als 14-jähriger Schüler mitbegründet und war von Juni 1895 an – als Nachfolger des nur knapp zwei Monate amtierenden ersten Vereinsvorstandes Hartung – bis zum Jahr 1900 dessen 1. Vorsitzender. Als Sportler tat er sich beim seinerzeit auf dem Heiligengeistfeld beheimateten Verein eher als Läufer denn als Fußballspieler hervor, während sein Bruder Otto Kubaseck zeitweise bei Victoria im Tor stand. Prägend war Hugo Egon als dessen Vereinsvorsitzender und bald darauf auch als Funktionär in Fußballverbänden.
Nach ersten Tätigkeiten im Hamburg-Altonaer Fußball-Bund und in Magdeburg, wo er ab 1902 aus beruflichen Gründen vorübergehend wohnte und 1903 den Vorsitz im örtlichen Fußballverband übernahm, war er einer der Wegbereiter des Norddeutschen Fußball-Verbandes (NFV). Vor dessen Gründung am 15. April 1905 war er als Vertreter des FC Victoria neben Rudolf Köhn und Heinrich Thran (beide vom St. Georger FC) sowie später Gustav Siegmund (Sperber) Mitglied der Kommission, die eine Satzung und einen Organisationsplan entworfen und im Dezember 1904 erstmals zur Vereinigung der norddeutschen Verbände aufgerufen hatte. 1907 wurde Kubaseck zum 1. Vorsitzenden des NFV gewählt, dieses Amt übte er bis 1909 aus und war in dieser Funktion für die von ihm initiierte Neufassung der Verbandssatzung verantwortlich.
Der „Organisator von Format“ fungierte zudem bereits seit 1904 beim Deutschen Fußball-Bund (DFB) als 2. Schriftführer im fünfköpfigen Vorstand. Im DFB galt er als vehementer Befürworter von Reformen, was ihm im DFB-Jahrbuch 1908 folgende Anmerkung eintrug:

„Eines der meist angefeindeten Vorstandsmitglieder ist der 2. Schriftführer. An der Zahl seiner Gegner gemessen, muss man ihn unbedingt für sehr tüchtig halten.“

Kubaseck wurde im DFB zudem zum Vorsitzenden des Spielausschusses berufen, der die erste deutsche Fußballnationalmannschaft zusammenstellte, die am 5. April 1908 in Basel das erste offizielle Länderspiel einer deutschen Elf austragen sollte. Das Traineramt war im deutschen Fußball zum damaligen Zeitpunkt noch weitgehend unüblich, und noch bis in die späten 1920er Jahre hinein stellte der Spielausschuss des DFB die Nationalmannschaft zusammen. Kubaseck hatte in dieser Funktion allerdings wenig Einfluss auf die Auswahl der Spieler, da diese von den Regionalverbänden bestimmt wurden. Er reiste gemeinsam mit dem einzigen norddeutschen Akteur, dem Victoria-Spieler Hans Weymar, nach Basel und ist auch auf dem Mannschaftsfoto der damaligen Elf, die das Spiel gegen die Schweiz mit 3:5 verlor, vertreten.
Er wanderte bald nach Niederlegung seiner Ämter, noch einige Jahre vor dem Ausbruch des Ersten Weltkrieges, nach Argentinien aus, wo er sich ein Handelsgeschäft aufbaute. Von 1929 bis 1939 war Kubaseck deutscher Vizekonsul in dem südamerikanischen Land, später Besitzer einer Schaffarm. Kubaseck hinterließ einen Bericht „Estancia Lago Pueyrredon. Unser Leben, Arbeiten, Sitten und Betrachtungen“, der nun von seinem Großneffen Christopher Kubaseck als E-Book bei Amazon veröffentlicht wurde, mit einer Einleitung und einer Darstellung der Familiengeschichte aus der Hand seines Bruders Wilhelm Kubaseck. Neben seiner beruflichen Tätigkeit setzte sich Kubaseck auch in Argentinien für die Organisation des Fußballsports ein. 1955 kehrte Kubaseck anlässlich des 60-jährigen Jubiläums seines Heimatvereines und des 50. Jahrestages des Bestehens des NFV noch einmal nach Deutschland zurück. Von seinem Verein, der ihn bereits 1905 zum Ehrenmitglied ernannt hatte, wurde er zu diesem Anlass mit der Goldenen Verdienstnadel ausgezeichnet. Im Jahr darauf verstarb er in Argentinien.